# Phyllachora idahoensis
Phyllachora idahoensis är en svampart som beskrevs av Petr. 1958. Phyllachora idahoensis ingår i släktet Phyllachora och familjen Phyllachoraceae.   Inga underarter finns listade i Catalogue of Life.